# Direct2D
Direct2Dは、GDI/GDI+およびDirect3Dと相互運用性のある高速かつ高精細な2Dグラフィックスを提供するAPIで、Windows 7とWindows Server 2008 R2以降のWindowsに実装されているDirectXの一部である。Direct2D 1.0に関してはWindows VistaとWindows Server 2008でもプラットフォーム更新プログラムKB971644を適用することで利用可能である。Windows Vista以降、ハードウェア アクセラレーションが廃止され、Direct3D上でのソフトウェア実装となってしまったGDI、およびWindows XP以前からソフトウェア実装であったGDI+の後継APIとして位置づけられている。
Windows 8およびWindows RTでは、印刷機能やDirect3Dプログラマブルシェーダーとの連携などを強化したDirect2D 1.1が追加実装されている。Windows 8.1ではJPEG YCbCrやDDS圧縮フォーマットに対応したDirect2D 1.2が追加実装されている。また、Windows 10ではグラデーションメッシュ (gradient mesh) などに対応したDirect2D 1.3が追加実装されている。これらの後継プラットフォーム上ではWindows 7までのDirect2D 1.0も引き続き利用可能である。

## 特徴
次のような特徴を持っている。
- ネイティブCOM APIである。つまりC++向けインターフェイスが第一に用意される。
- Direct2D 1.0はDirect3D 10.1上に、Direct2D 1.1はDirect3D 11.1上に、そしてDirect2D 1.2はDirect3D 11.2上に構築されており、それらとの相互運用性（DXGIとの相互運用性）が確保されている。Direct3Dテクスチャへの描画を行なうことも可能である。
- GDIおよびGDI+との相互運用性も確保されており、Direct2DのレンダーターゲットからHDC (Handle to a Device Context、デバイス コンテキスト) を取り出してGDI/GDI+で描画したり[2]、逆にHDCをDirect2Dの描画先にしたり[3]することが可能である。
- ハードウェア（グラフィックスカード）がDirect3D 9以上に対応していれば、ハードウェア アクセラレーションが行なわれる（使用不可能であればソフトウェアにて描画されるフォールバックソリューションが提供される）[4]。
- デバイス非依存で高DPI環境にも対応している[5]。
- テキスト（文字列）の描画を行なうには、前述のGDI/GDI+との相互運用を行なうか、DirectWriteと連携することになる。
- ブラシやパスといった要素はGDI+のAPIをほぼカバーしており、.NET用ベクターグラフィックスAPIであるWPFとも類似性があるが、保持 (retained) モードではなく直接 (immediate) モードの高速描画用途に最適化されている[6]。
- Windows 8/RTでは、WindowsストアアプリでのXAMLによるGUI描画に、Direct2D 1.1による直接描画を合成することができる。
- Direct2D 1.1では描画内容をプリンターデバイスに出力して印刷することも可能。

Windows 8.1のDirect2D/DirectWriteでは、カラーフォント（カラー絵文字）の描画がサポートされ、Windows 10 Anniversary Updateではさらにサポートが改善された。Windows 10 Creators UpdateではSVGレンダリングなどのサポートが追加された。

## 導入事例
WebブラウザーのInternet Explorerはバージョン9.0以降、またWindows向けのMozilla Firefoxはバージョン4.0以降から、レンダリングにDirect2Dを使用して表示高速化を図っている。
Microsoft Officeはバージョン2010で一部の画面表示にDirect2Dによるアクセラレータを活用している。
CADソフトのJw_cadはバージョン8でDirect2Dアクセラレータを採用している。

## Windows OS と使用可能なバージョン
Direct2D はDirect3D 10.1/11.x上に構築される高レベルAPIのため、Windows OSのバージョンによって使用可能なバージョンが制限される。下記に対応バージョンを示す（サーバー用OSは省略）。
Direct2D 1.0
Windows Vista SP2 + Platform Update、またはWindows 7以降で使用可能。
Direct2D 1.1
Windows 7 SP1 + Platform Update、またはWindows 8以降で使用可能。
Direct2D 1.2
Windows 8.1以降で使用可能。
Direct2D 1.3
Windows 10以降で使用可能。